# Michael W. Smith/Diskografie
Diese Diskografie ist eine Übersicht über die musikalischen Werke des US-amerikanischen Musikers Michael W. Smith. Den Schallplattenauszeichnungen zufolge hat er bisher mehr als 11,2 Millionen Tonträger verkauft, davon alleine in seiner Heimat über 11,1 Millionen. Seine erfolgreichste Veröffentlichung ist das Album Worship mit über zwei Millionen verkauften Einheiten. Bis heute haben sich 22 Alben des Sängers in den US-amerikanischen Charts platzieren können, dabei war der zehnte Rang seines Albums Sovereign die höchste Platzierung.

## Alben

### Studioalben
| Jahr | Titel                    | Höchstplatzierung, Gesamtwochen, AuszeichnungChartplatzierungen (Jahr, Titel, Platzierungen, Wochen, Auszeichnungen, Anmerkungen) | Höchstplatzierung, Gesamtwochen, AuszeichnungChartplatzierungen (Jahr, Titel, Platzierungen, Wochen, Auszeichnungen, Anmerkungen) | Anmerkungen                                                    |
| Jahr | Titel                    | US | Christ | Anmerkungen                                                    |
| ---- | ------------------------ | --- | --- | -------------------------------------------------------------- |
| 1983 | Michael W. Smith Project | US— GoldUS | Christ9 (184 Wo.)Christ | Erstveröffentlichung: 15. März 1983 Verkäufe: + 500.000        |
| 1984 | Michael W. Smith 2       | — | Christ4 (117 Wo.)Christ | Erstveröffentlichung: 23. Februar 1984                         |
| 1986 | The Big Picture          | — | Christ2 (69 Wo.)Christ | Erstveröffentlichung: 1. Februar 1986                          |
| 1988 | I 2 (eye)                | US— GoldUS | Christ1 (164 Wo.)Christ | Erstveröffentlichung: 15. August 1988 Verkäufe: + 500.000      |
| 1990 | Go West Young Man        | US74 Platin · (19 Wo.)US | Christ1 (145 Wo.)Christ | Erstveröffentlichung: 24. September 1990 Verkäufe: + 1.050.000 |
| 1992 | Change Your World        | US86 Platin · (29 Wo.)US | Christ1 (98 Wo.)Christ | Erstveröffentlichung: 21. August 1992 Verkäufe: + 1.000.000    |
| 1995 | I’ll Lead You Home       | US16 Platin · (39 Wo.)US | Christ1 (83 Wo.)Christ | Erstveröffentlichung: 1. August 1995 Verkäufe: + 1.000.000     |
| 1998 | Live the Life            | US23 Gold · (18 Wo.)US | Christ1 (64 Wo.)Christ | Erstveröffentlichung: 28. April 1998 Verkäufe: + 500.000       |
| 1999 | This Is Your Time        | US21 Gold · (13 Wo.)US | Christ1 (43 Wo.)Christ | Erstveröffentlichung: 23. November 1999 Verkäufe: + 500.000    |
| 2004 | Healing Rain             | US11 Gold · (15 Wo.)US | Christ1 (51 Wo.)Christ | Erstveröffentlichung: 26. Oktober 2004 Verkäufe: + 500.000     |
| 2006 | Stand                    | US48 (13 Wo.)US | Christ1 (44 Wo.)Christ | Erstveröffentlichung: 7. November 2006                         |
| 2010 | Wonder                   | US26 (9 Wo.)US | Christ2 (39 Wo.)Christ | Erstveröffentlichung: 28. September 2010                       |
| 2014 | Sovereign                | US10 (5 Wo.)US | Christ1 (48 Wo.)Christ | Erstveröffentlichung: 13. Mai 2014                             |
| 2018 | A Million Lights         | — | Christ2 (5 Wo.)Christ | Erstveröffentlichung: 16. Februar 2018                         |
| 2018 | Lullaby                  | — | — | Erstveröffentlichung: 4. Mai 2018                              |
| 2019 | The Hymns                | — | — | Erstveröffentlichung: 2019                                     |
| 2020 | Still – Vol. 1           | — | Christ42 (1 Wo.)Christ | Erstveröffentlichung: 9. Oktober 2020                          |

### Livealben
| Jahr | Titel                             | Höchstplatzierung, Gesamtwochen, AuszeichnungChartplatzierungen (Jahr, Titel, Platzierungen, Wochen, Auszeichnungen, Anmerkungen) | Höchstplatzierung, Gesamtwochen, AuszeichnungChartplatzierungen (Jahr, Titel, Platzierungen, Wochen, Auszeichnungen, Anmerkungen) | Anmerkungen                                                    |
| Jahr | Titel                             | US | Christ | Anmerkungen                                                    |
| ---- | --------------------------------- | --- | --- | -------------------------------------------------------------- |
| 1987 | The Live Set                      | — | Christ4 (65 Wo.)Christ | Erstveröffentlichung: 7. Juli 1987                             |
| 2001 | Worship                           | US20 ×2Doppelplatin · (83 Wo.)US                                                                                                  | Christ1 (104 Wo.)Christ | Erstveröffentlichung: 11. September 2001 Verkäufe: + 2.050.000 |
| 2002 | Worship Again                     | US14 Platin · (34 Wo.)US | Christ1 (54 Wo.)Christ | Erstveröffentlichung: 19. September 2002 Verkäufe: + 1.000.000 |
| 2008 | A New Hallelujah                  | US19 (46 Wo.)US | Christ1 (78 Wo.)Christ | Erstveröffentlichung: 28. Oktober 2008                         |
| 2018 | Surrounded                        | US188 (1 Wo.)US | Christ2 (11 Wo.)Christ | Erstveröffentlichung: 23. Februar 2018                         |
| 2019 | Awaken: The Surrounded Experience | — | Christ13 (21 Wo.)Christ | Erstveröffentlichung: 22. Februar 2019                         |
| 2021 | Worship Forever                   | — | Christ4 (6 Wo.)Christ | Erstveröffentlichung: 10. September 2021                       |

### Kompilationen
| Jahr | Titel                         | Höchstplatzierung, Gesamtwochen, AuszeichnungChartplatzierungen (Jahr, Titel, Platzierungen, Wochen, Auszeichnungen, Anmerkungen) | Höchstplatzierung, Gesamtwochen, AuszeichnungChartplatzierungen (Jahr, Titel, Platzierungen, Wochen, Auszeichnungen, Anmerkungen) | Anmerkungen                                                  |
| Jahr | Titel                         | US | Christ | Anmerkungen                                                  |
| ---- | ----------------------------- | --- | --- | ------------------------------------------------------------ |
| 1993 | The First Decade (1983–1993)  | US— GoldUS | Christ1 (154 Wo.)Christ | Erstveröffentlichung: 30. September 1993 Verkäufe: + 500.000 |
| 2003 | The Second Decade (1993–2003) | US38 (9 Wo.)US | Christ1 (28 Wo.)Christ | Erstveröffentlichung: 7. Oktober 2003                        |
| 2012 | Decades of Worship            | US99 (1 Wo.)US | Christ5 (29 Wo.)Christ | Erstveröffentlichung: 12. Januar 2012                        |
| 2014 | Hymns                         | US25 (12 Wo.)US | Christ1 (27 Wo.)Christ | Erstveröffentlichung: 24. März 2014                          |
| 2016 | Hymns II: Shine on Us         | US172 (1 Wo.)US | Christ3 (11 Wo.)Christ | Erstveröffentlichung: 26. Januar 2016                        |

### Soundtracks
- 2006: The Second Chance

### EPs
| Jahr | Titel          | Höchstplatzierung, Gesamtwochen, AuszeichnungChartsChartplatzierungen (Jahr, Titel, Platzierungen, Wochen, Auszeichnungen, Anmerkungen) | Anmerkungen                                                      |
| Jahr | Titel          | Christ | Anmerkungen                                                      |
| ---- | -------------- | --- | ---------------------------------------------------------------- |
| 1989 | Moment in Time | Christ4 (25 Wo.)Christ | Erstveröffentlichung: 28. März 1989 mit Amy Grant & Gary Chapman |

### Weihnachtsalben
| Jahr | Titel                                               | Höchstplatzierung, Gesamtwochen, AuszeichnungChartplatzierungen (Jahr, Titel, Platzierungen, Wochen, Auszeichnungen, Anmerkungen) | Höchstplatzierung, Gesamtwochen, AuszeichnungChartplatzierungen (Jahr, Titel, Platzierungen, Wochen, Auszeichnungen, Anmerkungen) | Anmerkungen                                                 |
| Jahr | Titel                                               | US | Christ | Anmerkungen                                                 |
| ---- | --------------------------------------------------- | --- | --- | ----------------------------------------------------------- |
| 1989 | Christmas                                           | US— GoldUS | Christ3 (38 Wo.)Christ | Erstveröffentlichung: 1. September 1989 Verkäufe: + 500.000 |
| 1998 | Christmastime                                       | US90 Gold · (9 Wo.)US | Christ5 (13 Wo.)Christ | Erstveröffentlichung: 13. Oktober 1998 Verkäufe: + 500.000  |
| 2007 | It’s a Wonderful Christmas                          | US54 (23 Wo.)US | Christ2 (12 Wo.)Christ | Erstveröffentlichung: 14. Oktober 2007                      |
| 2014 | Michael W. Smith & Friends: The Spirit of Christmas | US16 (15 Wo.)US | Christ1 (26 Wo.)Christ | Erstveröffentlichung: 30. September 2014                    |

### Instrumentalalben
| Jahr | Titel   | Höchstplatzierung, Gesamtwochen, AuszeichnungChartplatzierungen (Jahr, Titel, Platzierungen, Wochen, Auszeichnungen, Anmerkungen) | Höchstplatzierung, Gesamtwochen, AuszeichnungChartplatzierungen (Jahr, Titel, Platzierungen, Wochen, Auszeichnungen, Anmerkungen) | Anmerkungen                                                 |
| Jahr | Titel   | US | Christ | Anmerkungen                                                 |
| ---- | ------- | --- | --- | ----------------------------------------------------------- |
| 2000 | Freedom | US70 Gold · (7 Wo.)US | Christ2 (29 Wo.)Christ | Erstveröffentlichung: 21. November 2000 Verkäufe: + 500.000 |
| 2011 | Glory   | US121 (4 Wo.)US | Christ7 (31 Wo.)Christ | Erstveröffentlichung: 22. November 2011                     |

## Singles

### Als Leadmusiker
| Jahr | Titel Album                                                      | Höchstplatzierung, Gesamtwochen, AuszeichnungChartplatzierungen (Jahr, Titel, Album, Platzierungen, Wochen, Auszeichnungen, Anmerkungen) | Höchstplatzierung, Gesamtwochen, AuszeichnungChartplatzierungen (Jahr, Titel, Album, Platzierungen, Wochen, Auszeichnungen, Anmerkungen) | Anmerkungen                                                                  |
| Jahr | Titel Album                                                      | US | Christ | Anmerkungen                                                                  |
| --- | ---------------------------------------------------------------- | --- | --- | ---------------------------------------------------------------------------- |
| 1991 | Place In This World Faith Alive                                  | US6 (21 Wo.)US | — |                                                                              |
| 1991 | For You Go West Young Man                                        | US60 (11 Wo.)US | — |                                                                              |
| 1992 | I Will Be Here For You I’ll Lead You Home                        | US27 (20 Wo.)US | — |                                                                              |
| 1993 | Somebody Love Me Change Your World                               | US71 (7 Wo.)US | — |                                                                              |
| 1998 | Love Me Good This Is Your Time                                   | US61 (5 Wo.)US | — |                                                                              |
| 2003 | Step By Step / Forever He Will Sing Worship Again                | — | Christ21 (19 Wo.)Christ |                                                                              |
| 2003 | Friends 2003 The Second Decade (1993–2003)                       | — | Christ39 (2 Wo.)Christ |                                                                              |
| 2003 | Signs The Second Decade (1993–2003)                              | — | Christ12 (20 Wo.)Christ |                                                                              |
| 2004 | Healing Rain                                                     | — | Christ5 (26 Wo.)Christ |                                                                              |
| 2005 | Bridge Over Troubled Water Healing Rain                          | — | Christ29 (4 Wo.)Christ |                                                                              |
| 2006 | All in the Serve The Second Chance                               | — | Christ36 (6 Wo.)Christ |                                                                              |
| 2006 | Come to the Cross Stand                                          | — | Christ19 (14 Wo.)Christ |                                                                              |
| 2007 | Christmas Day It’s a Wonderful Christmas                         | — | Christ2 (5 Wo.)Christ | feat. Mandisa                                                                |
| 2008 | A New Hallelujah                                                 | — | Christ14 (20 Wo.)Christ | mit African Children’s Choir                                                 |
| 2009 | Mighty to Save A New Hallelujah                                  | — | Christ25 (11 Wo.)Christ |                                                                              |
| 2014 | You Won’t Let Go Sovereign                                       | — | Christ13 (24 Wo.)Christ |                                                                              |
| 2015 | Sky Spills Over Sovereign                                        | — | Christ18 (20 Wo.)Christ |                                                                              |
| 2017 | A Million Lights                                                 | — | Christ44 (1 Wo.)Christ | Erstveröffentlichung: 11. August 2017                                        |
| 2017 | Surrounded (Fight My Battles) Surrounded                         | — | Christ33 (20 Wo.)Christ | Erstveröffentlichung: 29. Dezember 2017                                      |
| 2019 | Waymaker Awaken: The Surrounded Experience                       | US— GoldUS | Christ3 (37 Wo.)Christ | Erstveröffentlichung: 1. Februar 2019 feat. Vanessa Campagna & Madelyn Berry |
| 2019 | Silver Bells The Christmas Collection                            | — | Christ22 (5 Wo.)Christ | Erstveröffentlichung: 18. Oktober 2019 mit Amy Grant & Marc Martel           |
| 2024 | Place In This World –                                            | — | Christ11 (26 Wo.)Christ | Erstveröffentlichung: 19. Januar 2024 mit For King & Country                 |
| Folgende Lieder erschienen nicht als Single, wurden aber durch das Album zum Download und Streaming bereitgestellt und konnten somit eine Platzierung erlangen: |                                                                  | | |                                                                              |
| |                                                                  | | |                                                                              |
| 2003 | Missing Person Live the Life                                     | — | Christ40 (1 Wo.)Christ |                                                                              |
| 2013 | All Is Well The Spirit of Christmas                              | — | Christ6 (5 Wo.)Christ | feat. Carrie Underwood                                                       |
| 2013 | White Christmas The Spirit of Christmas                          | — | Christ39 (3 Wo.)Christ | feat. Lady Antebellum                                                        |
| 2014 | It’s the Most Wonderful Time of the Year The Spirit of Christmas | — | Christ38 (3 Wo.)Christ |                                                                              |
| 2014 | Happy Holiday / Holiday Season The Spirit of Christmas           | — | Christ39 (1 Wo.)Christ |                                                                              |
| 2014 | Silent Night The Spirit of Christmas                             | — | Christ48 (2 Wo.)Christ | feat. Little Big Town                                                        |
| 2014 | Almost There The Spirit of Christmas                             | — | Christ27 (5 Wo.)Christ | feat. Amy Grant                                                              |
| 2014 | Christmas Day The Spirit of Christmas                            | — | Christ49 (1 Wo.)Christ | feat. Jennifer Nettles                                                       |

Weitere Singles
| - 1983: Great Is the Lord - 1983: Could He Be Messiah - 1983: Friends (mit Amy Grant) - 1984: Hosanna - 1984: I Am Sure - 1986: I Know - 1986: Rocketown - 1986: Voices - 1986: Wired for Sound - 1987: Old Enough to Know - 1987: Emily - 1987: Nothin’ But the Blood - 1988: Friends (Live) - 1988: Pray for Me - 1988: Help You Find Your Way - 1988: Hand of Providence - 1989: I Miss the Way - 1989: Lie and Learn - 1989: The Throne - 1989: On the Other Side - 1989: Holy, Holy, Holy - 1990: I Hear Leesha - 1990: Go West Young Man - 1991: How Long Will Be Too Long - 1992: Seed to Sow - 1992: Cross My Heart - 1992: Love Crusade - 1993: Give It Away - 1993: Picture Perfect | - 1993: Kentucky Rose - 1994: Cross of Gold - 1995: Cry for Love - 1995: Straight to the Heart - 1995: Breakdown - 1996: I’ll Lead You Home - 1996: I’ll Be Around - 1996: A Little Stronger Every Day - 1996: Someday - 1996: Emmanuel (mit Amy Grant) - 1997: Jesus is the Answer - 1997: Live the Life - 1998: Never Been Unloved - 1998: Missing Person - 1998: Christmastime - 1999: Let Me Show You the Way - 1999: This Is Your Time - 2000: I Will Be Your Friend - 2000: I Still Have the Dream - 2000: Worth It All - 2001: Above All - 2002: Breathe - 2002: Purified - 2002: Lord Have Mercy - 2005: Here I Am - 2007: Be Lifted High - 2010: Save Me From Myself - 2014: Sovereign Over Us - 2021: Dusty Road |

### Als Gastmusiker
- 1999: Love of My Life (Jim Brickman feat. Michael W. Smith)
- 2018: All Is Well (Jordan Smith feat. Michael W. Smith)

## Videoalben
- 2002: Worship (US: Platin)
- 2003: Live in Concert – A 20 Year Celebration (US: Gold)
- 2006: The Second Chance
- 2009: A New Hallelujah

## Boxsets
| Jahr | Titel                             | Höchstplatzierung, Gesamtwochen, AuszeichnungChartsChartplatzierungen (Jahr, Titel, Platzierungen, Wochen, Auszeichnungen, Anmerkungen) | Anmerkungen                              |
| Jahr | Titel                             | Christ | Anmerkungen                              |
| ---- | --------------------------------- | --- | ---------------------------------------- |
| 1993 | Wonder Years                      | Christ30 (11 Wo.)Christ | Erstveröffentlichung: 23. November 1993  |
| 2004 | The Christmas Collection          | Christ14 (7 Wo.)Christ | Erstveröffentlichung: 28. September 2004 |
| 2009 | The Ultimate Christmas Collection | Christ46 (1 Wo.)Christ | Erstveröffentlichung: 13. Oktober 2009   |

## Statistik

### Chartauswertung
|                     | US     | Christ         |
| ------------------- | ------ | -------------- |
| Nummer-eins-Alben   | US—US  | Christ16Christ |
| Top-10-Alben        | US1US  | Christ32Christ |
| Alben in den Charts | US22US | Christ34Christ |

|                       | US    | Christ         |
| --------------------- | ----- | -------------- |
| Nummer-eins-Singles   | US—US | Christ—Christ  |
| Top-10-Singles        | US1US | Christ4Christ  |
| Singles in den Charts | US5US | Christ25Christ |

### Auszeichnungen für Musikverkäufe
| Goldene Schallplatte - Kanada - 1993: für das Album Go West Young Man - 2002: für das Videoalbum Worship - 2003: für das Album Worship |

Anmerkung: Auszeichnungen in Ländern aus den Charttabellen bzw. Chartboxen sind in ebendiesen zu finden.
| Land/RegionAuszeichnungen für Musikverkäufe (Land/Region, Auszeichnungen, Verkäufe, Quellen) | Gold       | Platin     | Verkäufe   | Quellen         |
| -------------------------------------------------------------------------------------------- | ---------- | ---------- | ---------- | --------------- |
| Kanada (MC)                                                                                  | 3× Gold3   | —          | 105.000    | musiccanada.com |
| Vereinigte Staaten (RIAA)                                                                    | 11× Gold11 | 7× Platin7 | 11.150.000 | riaa.com        |
| Insgesamt                                                                                    | 14× Gold14 | 7× Platin7 |            |                 |